# Мактаггарт, Дэвид
Дэвид Фрэйзер Мактаггарт (англ. David Fraser McTaggart, 24 июня 1932 года, Ванкувер, Британская Колумбия, Канада — 23 марта 2001, Пачиано, Умбрия, Италия) —  председатель  мирового экологического движения Greenpeace International. Погиб в автокатастрофе.

## Биография
Родился в Ванкувере 24 июня 1932 года. В молодости занимался спортом. Был трёхкратным чемпионом Канады по бадминтону. Покинув школу в 17 лет, он занялся строительным бизнесом. В течение 20 лет его компания строила различные объекты в Канаде и США. В 1967 году он приступил к строительству горнолыжного курорта в Калифорнии «Медвежья Долина», но в 1969 году почти готовые сооружения сгорели.
В 1972 году он, путешествуя по Тихому океану на своей яхте «Вега», решил предоставить ее в распоряжение группы канадских активистов, протестовавших против ядерных испытаний на атолле Муруроа. Впоследствии, он возглавил борьбу против французских испытаний атомного оружия в южной части Тихого океана. Вслед за этим он организовал и принял участие еще в целом ряде экологических акций.
В 1979 году Дэвид Мактаггарт основал Международную природоохранную организацию Greenpeace International, председателем которой он оставался до 1991 года. После чего «Greenpeace», до это существовавший как союз практически невзаимосвязанных экологических групп, начал превращаться в транснациональную организацию. За год до его ухода с поста председателя, «Greenpeace» насчитывал около 4,8 миллионов членов.